# Берингия (национальный парк)
«Бери́нгия» — национальный парк, расположенный на территории Провиденского, Чукотского и Иультинского районов Чукотского автономного округа, на западной стороне Берингова пролива.

## История
Созданию национального парка предшествовало советско-американское соглашение, подписанное в июне 1990 года в США президентом СССР Михаилом Горбачёвым и президентом США Джорджем Бушем. Этим соглашением предусматривалась организация советско-американского международного парка в районе Берингова пролива. Генеральная Ассамблея Международного союза охраны природы, в которой участвовали представители более чем 100 государств, признала особый статус региона Берингова пролива. О необходимости «заповедования» уникальных экосистем Чукотки много говорили и ранее, однако именно с этого момента началась активная подготовка к созданию на этой территории ООПТ.
Постановлением Главы администрации Чукотского автономного округа от 27 января 1993 г. № 25 «О создании на территории Чукотского автономного округа в Провиденском и Чукотском районах природно-этнического парка „Берингия“ (Российская часть)» был создан природно-этнический парк «Берингия». Через 20 лет территория парка была расширена и статус парка повышен,  когда 17 января 2013 года премьер-министр России Дмитрий Медведев подписал постановление об учреждении национального парка «Берингия». Этим постановлением парк был передан в ведение Минприроды России.
Управление национальным парком «Берингия» осуществляет федеральное государственное бюджетное учреждение (ФГБУ) "Национальный парк «Берингия», датой основания которого можно считать дату издания распоряжения Правительства Российской Федерации от 10 июня 2013 года № 947-р. В августе 2013 года был утвержден устав учреждения. ФГБУ «Берингия» осуществляет свою деятельность для того, чтобы была возможность получения информации по всем природным комплексам и объектам, имеющим значительную историческую, экологическую, культурную и историческую ценность.

## Состав парка
В состав парка входит шесть кластерных участков общей площадью около 1,8 млн га, из которых три участка — Чегитунский, Дежневский и Мечигменский  — имеют сплошные границы, участок Колючинский входит в расположенный севернее остров Колючин, в Провиденский участок включены небольшие участки побережья у мыса Столетия и мыса Чукотского а также остров Нунэанган. Участок Инчоун является бассейном реки Уттывеем.

## Фауна
На территории парка обитает 47 видов млекопитающих, из них 15 видов занесены в Красную книгу РФ. Распространены лисица, песец, волк, заяц-беляк, горностай, ласка, росомаха, бурый медведь, рысь, северная пищуха, лось, северный олень и др. В национальном парке гнездятся 157 видов птиц, из которых 23 вида включены в Красную книгу РФ.